# Leptocentrus pudicus
Leptocentrus pudicus är en insektsart som beskrevs av Capener 1972. Leptocentrus pudicus ingår i släktet Leptocentrus och familjen hornstritar. Inga underarter finns listade i Catalogue of Life.